# Archelaos I Macedoński
Archelaos I, gr. Άρχέλαος Α (ur. przed 432 p.n.e., zm. 399 p.n.e.) – król Macedonii z rodu Argeadów. Panowanie Archelaosa odznaczało się wzrostem zamożności i siły militarnej państwa. Zapamiętany został przez potomnych jako reformator i mecenas sztuki. 

## Objęcie władzy
Archelaos był wielokrotnie oskarżany przez antycznych pisarzy o bezwzględność w dążeniu do władzy. (Platon oskarżał go o zamordowanie wuja, Alketasa). W oskarżeniach tych może kryć się ziarno prawdy, gdyż w przekazie Kurcjusza Rufusa tuż po objęciu tronu władca nakazał stracić, pod zarzutem zdrady, swego wuja i jego synów. Według tego świadectwa egzekucja miała wpisywać się w ogólną akcję umacniania władzy, jaką Archelaos przeprowadził tuż po objęciu tronu. Dla pozyskania militarnego wsparcia władca wydał jedną ze swych córek za wnuka Menelaosa, Filipa.          

## Panowanie Archelaosa
Porażka ateńskiej ekspedycji na Sycylię zmusiła Ateny do zmiany polityki wobec Macedonii. W 410 p.n.e., w zamian za dostarczenie drewna na rozbudowę ateńskiej floty, Archelaos uzyskał wsparcie ateńskich okrętów podczas oblężenia i zdobycia Pydny. Mieszkańców miasta przesiedlono w miejsce oddalone od wybrzeża, nie obsadzając jednak samego miasta macedońską załogą, królowi nie zależało bowiem na porcie, a jedynie na tym, by nikt z jego wrogów z tego portu nie korzystał. W dalszym ciągu utrzymywały się dobre stosunki z Atenami. Ateńczykom pozwalano nabywać macedońskie drewno, metale i inne produkty, a także budować na macedońskim wybrzeżu kadłuby okrętów. Wdzięczni Ateńczycy w 407/406 p.n.e. wpisali króla i jego synów na oficjalną listę proxenoi i euergetai (dobroczyńców) Aten. Za panowania Archelaosa nastąpił wzrost zamożności królestwa. Być może pod jego władzę dostały się kopalnie w Bisaltii. Z okresu jego panowania pochodzą monety bite według stopy perskiej, a także monety o mniejszym nominale służące do handlu z Atenami. 

### Reformy
Ciągłą troską Archelaosa było podwyższanie obronności państwa. Dla ochrony przed najazdami z północy król założył osadę i twierdzę po pajońskiej stronie Żelaznej Bramy. Na czasy panowania Archelaosa przypada także budowa wielu innych twierdz na obszarze Macedonii oraz umacnianie już istniejących miast. Archelaos dbał o dozbrajanie armii; być może dołączał do swych oddziałów hoplitów - macedończyków szkolonych na wzór grecki, rekrutowanych z greckich, a leżących na terenie jego królestwa polis — miast-państw. (Pogląd ten jest rewidowany przez historyków). Dla zwiększenia mobilności armii, Archelaos stworzył sieć dróg prowadzących przez jego królestwo. Z panowaniem króla wiązane jest przeniesienie stolicy Macedonii z Ajgaj do Pelli. Choć nowa stolica nie posiadał takich walorów obronnych jak Ajgaj i leżała w okolicy o gorszym klimacie, to dzięki bliskości rzeki Ludias i dostępowi do morza, zapewniała królowi dochody z pośrednictwa w eksporcie macedońskich produktów.

### Polityka zagraniczna i wojny
Około roku 400 p.n.e. Archelaos interweniował w Tesalii, gdzie wspomógł arystokratyczny ród Aleuadów. Dzięki temu uzyskał kontrolę nad leżącą między obu krajami Perrajbię, otrzymał także obywatelstwo Larissy. W tym czasie, mimo wzrostu znaczenia Macedonii i jej siły, Archelaos toczył wojnę z dwoma małymi królestwami Górnej Macedonii - Linkos i Elimeją. Przez długi czas przewagę utrzymywało Linkos. Gdy jednak Archelaos porozumiał się z władcą Elimei i dał mu za żonę swą córkę, układ sił uległ zmianie.

### Archelaos jako mecenas greckiej sztuki
Archelaos patronował greckiej kulturze i propagował ją na swoim dworze, w Dion organizował zawody sportowe na wzór tych w Olimpii. Freski w jego pałacu malował wybitny grecki malarz Zeuksis z Heraklei. Eurypides został królewskim hetajrem - członkiem elitarnego oddziału jazdy rekrutującego się z arystokracji, wystawił także w teatrze w Pelli swoją sztukę zatytułowaną Archelaos, a być może także Bachantki. Gościem macedońskiego dworu był również Agaton, autor poezji epickiej Chojnikos oraz słynny muzyk Timoteos z Miletu.

## Śmierć
Archelaos padł ofiarą morderstwa w roku 399 p.n.e. Zabójcami okazali się Krateros, Hellanokrates z Larissy i Dekamnichos. Dwóch z nich należało do grona chłopców królewskich, jeden natomiast był już absolwentem szkoły chłopców królewskich. Zabójcy kierowali się motywami osobistymi, gdyż każdy z nich został znieważony przez Archelaosa. Po morderstwie władzę przez krótki czas sprawował jeden z zabójców, Krateros. Wraz ze śmiercią Archelaosa rozpoczyna się długi okres słabości Macedonii, naznaczony walką o tron między różnymi członkami dynastii oraz obcymi interwencjami. Po śmierci Archelaosa ustanowiono jego pośmiertny kult.